# Nam quốc sơn hà
Nam quốc sơn hà (chữ Hán: 南國山河) là một bài thơ thất ngôn tứ tuyệt viết bằng văn ngôn không rõ tác giả (mặc dù 1 số nguồn cho rằng Lý Thường Kiệt là người viết ra). Bài thơ này có tác dụng khích lệ tinh thần quân sĩ, giúp Lê Hoàn chống quân Tống năm 981 và Lý Thường Kiệt chống quân Tống năm 1077. Trong văn hóa, ý nghĩa và giá trị của bài thơ trong lịch sử Việt Nam được người Việt công nhận rộng rãi.
Trong sách Lịch sử Việt Nam, tập I do Uỷ ban Khoa học Xã hội Việt Nam biên soạn, xuất bản tại miền Bắc Việt Nam năm 1971 trong thời kỳ chiến tranh Việt Nam, Nam quốc sơn hà được xem là “bản Tuyên ngôn độc lập đầu tiên” của dân tộc Việt Nam. Một số bài viết và sách được xuất bản tại Việt Nam sau đó cũng gọi bài thơ này là bản tuyên ngôn độc lập đầu tiên của Việt Nam.

## Tên gọi
Bài thơ này vốn không có tên, tên gọi Nam quốc sơn hà là do những người biên soạn cuốn sách Hợp tuyển thơ văn Việt Nam, tập 2 (sách do Nhà Xuất bản Văn học xuất bản năm 1976) đặt ra, lấy từ bốn chữ đầu trong câu thơ đầu tiên của bài thơ này (Nam quốc sơn hà Nam đế cư).

## Văn bản
Bài thơ Nam quốc sơn hà có ít nhất là 35 dị bản sách và 8 dị bản thần tích. Thư tịch đầu tiên có chép bài thơ này là sách Việt điện u linh tập, song bản Nam quốc sơn hà trong Việt điện u linh tập không phải là bản được biết đến nhiều nhất, bản ghi trong Đại Việt sử ký toàn thư mới là bản được nhiều người biết nhất. Đại Việt sử ký toàn thư là bộ chính sử đầu tiên có ghi chép bài thơ này.
Bản ghi trong Đại Việt sử ký toàn thư như sau:
南國山河南帝居
截然定分在天書
如何逆虜來侵犯
汝等行看取敗虛
Nguyên văn Hán –Việt:
Nam quốc sơn hà Nam đế cư
Tiệt nhiên định phận tại thiên thư
Như hà nghịch lỗ lai xâm phạm
Nhữ đẳng hành khan thủ bại hư.
Bản dịch nôm của Nguyễn Tri Tài:
Sông núi nước Nam, vua nước Nam ở,
Phân vị rạch ròi đã ghi trong sách trời.
Cớ sao lũ giặc bạo ngược đến xâm phạm,
Chúng bây rồi xem, sẽ chuốc lấy thất tại tan tành.
Bản dịch nôm của Nguyễn Hùng Vĩ:
Sông núi nước Nam, Nam đế quản trị
Hiển nhiên đã định phận tại thiên thư
Cớ sao bọn giặc ngỗ ngược đến xâm phạm
Mà chúng bay, xem ra, lại chịu bại ư?
Bản dịch của Trần Trọng Kim
Sông núi nước Nam vua Nam ở
Rành rành định phận ở sách trời
Cớ sao lũ giặc sang xâm phạm
Chúng bay sẽ bị đánh tơi bời.

## Lịch sử
Hiện nay, sơ bộ thống kê đã thấy có khoảng 30 dị bản bài thơ Nam quốc sơn hà nằm trong các văn bản Hán Nôm chép tay hoặc khắc gỗ. Cụ thể là 8 bản Việt điện u linh, 10 bản Lĩnh Nam chích quái:, Thần phả đền cửa sông Ngũ Huyện (Quả Cảm, Hoà Long, Yên Phong, Bắc Ninh), Biển khắc bài thơ Nam quốc sơn hà ở Phù Khê Đông (Tiên Sơn, Bắc Ninh), Trương tôn thần sự tích, Thiên Nam vân lục liệt truyện, Dư địa chí, Đại Nam nhất thống chí; Bằng trình thản bộ.

### Trong chiến tranh Tống–Việt lần thứ nhất
Theo sách Lĩnh Nam chích quái:
Năm Thiên Phúc nguyên niên hiệu vua Lê Đại Hành; Tống Thái Tổ sai Hầu Nhân Bảo, Tôn Toàn Hưng cất quân xâm lược nước Nam. Hai bên đối lũy cùng cầm cự với nhau ở sông Đồ Lỗ. Vua Lê Đại Hành mộng thấy hai anh thần nhân ở trên sông vái mà nói rằng họ là Trương Hống, Trương Hát xưa theo Triệu Việt Vương; nay xin cùng nhà vua đánh giặc để cứu sinh linh. Vua Lê Đại Hành tỉnh dậy liền đốt hương khấn cầu thần giúp. Đêm ấy thấy một người dẫn đoàn âm binh áo trắng và một người dẫn đoàn âm binh áo đỏ từ phía Bắc sông Như Nguyệt mà lại cùng xông vào trại quân Tống mà đánh. Quân Tống kinh hoàng, thần nhân tàng hình trên không, lớn tiếng ngâm rằng:
| “ | Nam quốc sơn hà Nam đế cư Hoàng thiên dĩ định tại thiên thư Như hà Bắc Lỗ lai xâm lược Bạch nhận phiên thành phá trúc dư. | ” |

Quân Tống nghe thấy, xéo đạp lên nhau chạy tan, đại bại mà về. Vua Lê Đại Hành trở về ăn mừng, truy phong cho hai vị thần nhân, một là Tinh Mẫn Đại Vương lập miếu thờ tại ngã ba sông Long Nhãn, hai là Khước Mẫn Đại vương lập miếu ở ngã ba sông Như Nguyệt.
Đa số các nhà nghiên cứu thống nhất đề tên khuyết danh tác giả bài thơ. Riêng Lê Mạnh Thát trong bài "Pháp Thuận và bài thơ thần nước Nam sông núi" cho rằng tác giả bài thơ là Đỗ Pháp Thuận.
Các nhà nghiên cứu gần đây thống nhất quan điểm Nam quốc sơn hà là bài thơ xuất hiện dưới thời Lê Đại Hành và tiếp tục được Lý Thường Kiệt vận dụng sau này.

### Trong chiến tranh Tống–Việt lần thứ hai

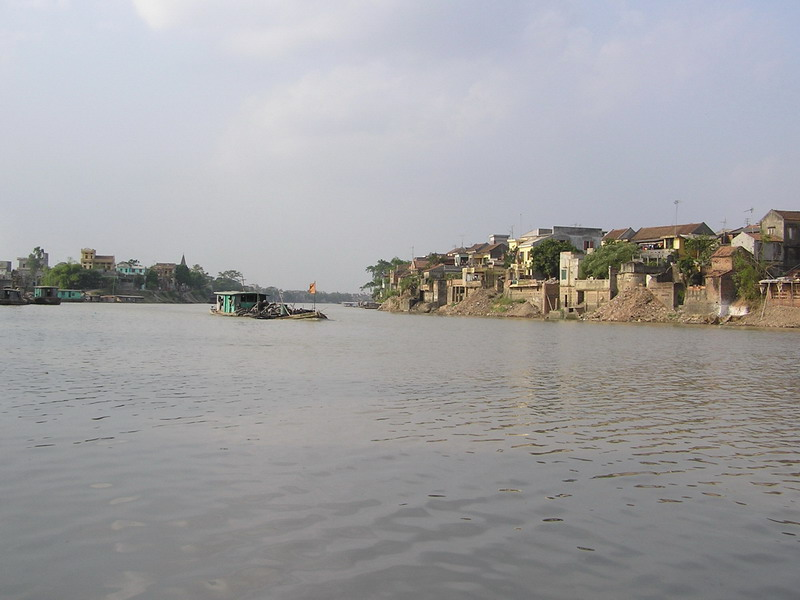
Sông Như Nguyệt (sông Cầu)

#### Theo sáchĐại Việt sử ký toàn thư
Năm 1076, Quách Quỳ, Triệu Tiết đem quân 9 tướng, hợp với Chiêm Thành, Chân Lạp tấn công Đại Việt. Hai bên giao tranh ở sông Như Nguyệt, một đêm quân sĩ chợt nghe trong đền Trương tướng quân có tiếng đọc to rằng:
| “ | Nam quốc sơn hà Nam đế cư Tiệt nhiên phân định tại thiên thư Như hà nghịch lỗ lai xâm phạm Nhữ đẳng hành khan thủ bại hư. | ” |

Sau này đúng như lời thơ, Lý Thường Kiệt đánh bại quân Tống.

#### Theo sách Việt điện u linh – Chuyện Trương Hống và Trương Hát
Thời Nam Tấn Vương nhà Ngô đi đánh dẹp Lý Huy ở Long Châu, đóng quân ở cửa Phù Lan, đêm ngủ mộng thấy hai người kỳ vĩ, diện mạo khôi ngô đến ra mắt nhà vua và xin trợ chiến. Nhà vua hỏi danh tính, họ trả lời rằng họ là anh em vốn người Phù Lan, làm tướng của Triệu Việt Vương, Việt Vương bị Lý Nam Đế (Hậu Lý Nam Đế) đánh bại. Nam Đế làm lễ trọng ý muốn cho họ làm quan; hai anh em chối từ, trốn vào núi Phù Long, Nam Đế nhiều lần cho người truy nã không được, mới treo ngàn vàng cầu người bắt. Hai anh em đều uống thuộc độc mà chết. Thượng đế thương họ vô tội cho làm Than Hà Long Quân Phó Sứ, tuần hai sông Vũ Bình và Lạng Giang đến tận trên nguồn, hiệu là Thần Giang Phó Đô Sứ. Trước kia đã giúp vua Ngô Quyền trong chiến dịch Bạch Đằng.
Nam Tấn Vương tỉnh dậy mới đem tế và khấn thần phò trợ. Sau đó Nam Tấn Vương thắng trận, bình xong quân Tây Long vua sai sứ chia chỗ lập đền thờ, đều phong làm Phúc Thần một phương, chiếu phong anh là Đại Đương Giang Đô Hộ Quốc Thần Vương, lập đền ở cửa sông Như Nguyệt. Còn em là Tiểu Đương Giang Đô Hộ Quốc Thần Vương, lập đền ở cửa sông Nam Bình.
Thời vua Nhân Tông nhà Lý, binh Tống nam xâm kéo đến biên cảnh; vua sai Thái úy Lý Thường Kiệt dựa bờ sông đóng cừ để cố thủ. Một đêm kia quân sĩ nghe trong đền có tiếng ngâm to rằng:
| “ | Sông núi nhà Nam Nam đế ở Phân minh trời định tại thiên thư. Cớ sao nghịch lỗ sang xâm phạm Bọn chúng rồi đây sẽ bại hư. | ” |

Quả nhiên quân Tống chưa đánh đã tan rã. Thần mộng rõ ràng, mảy lông sợi tóc chẳng sai.

#### Theo Bửu Diên Nguyễn-Phúc, Thị Hoàng Anh Phạm (2003)
Năm 1076, hơn 30 vạn quân nhà Tống (Trung Quốc) do Quách Quỳ chỉ huy xâm lược Đại Việt (tên nước Việt Nam thời đó). Lý Thường Kiệt lập phòng tuyến tại sông Như Nguyệt (sông Cầu) để chặn địch. Quân của Quách Quỳ đánh đến sông Như Nguyệt thì bị chặn. Nhiều trận quyết chiến ác liệt đã xảy ra tại đây nhưng quân Tống không sao vượt được phòng tuyến Như Nguyệt, đành đóng trại chờ viện binh. Đang đêm, Lý Thường Kiệt cho người vào đền thờ Trương Hống, Trương Hát ở phía nam bờ sông Như Nguyệt, giả làm thần đọc vang bài thơ trên. Nhờ thế tinh thần binh sĩ lên rất cao. Lý Thường Kiệt liền cho quân vượt sông, tổ chức một trận quyết chiến, đánh thẳng vào trại giặc. Phần vì bất ngờ, phần vì sĩ khí quân Đại Việt đang lên, quân Tống chống đỡ yếu ớt, số bị chết, bị thương đã hơn quá nửa. Lý Thường Kiệt liền cho người sang nghị hòa, mở đường cho quân Tống rút quân về nước, giữ vững bờ cõi nước Đại Việt.

## Ý nghĩa hai câu thơ cuối và đối tượng của bài thơ
Trong câu thơ cuối của bài thơ Nam quốc sơn hà có đại từ nhân xưng ngôi thứ hai số nhiều "nhữ đẳng" 汝等. Trong các bản dịch thơ của bài thơ này từ nhữ đẳng đều được dịch là chúng bay hoặc chúng mày. Theo Nguyễn Hùng Vĩ và Nguyễn Sơn Phong "nhữ đẳng" 汝等 trong câu thơ cuối của bài thơ Nam quốc sơn hà là chỉ quân Đại Việt, đối tượng của bài thơ là quân Đại Việt, không phải quân Tống, ý của hai câu thơ cuối của bài thơ là tại sao quân giặc đến xâm phạm mà các ngươi (quân Đại Việt) lại cam lòng chịu thất bại.

## Dịch thơ
Bản dịch thơ của Trần Trọng Kim:
Sông núi nước Nam vua Nam ở
Rành rành định phận tại sách trời
Cớ sao lũ giặc sang xâm phạm
Chúng bay sẽ bị đánh tơi bời.
Bản dịch thơ của Trần Trọng Kim từng được đưa vào trong sách giáo khoa trung học của học sinh Việt Nam nhưng sau đó đã bị loại bỏ. Theo Trương Phan Việt Thắng bản dịch thơ của Trần Trọng Kim bị loại bỏ khỏi sách giáo khoa có thể là vì vấn đề chính trị, Trần Trọng Kim là "một trí thức không thuộc phe cách mạng, là Thủ tướng "Chính phủ bù nhìn"".Tuy nhiên, bản dịch này lại là bản được nhiều người biết đến nhất vì có vần điệu dễ nhớ, được phổ biến rộng rãi.
Bản dịch thơ của Lê Thước và Nam Trân:
Núi sông Nam Việt vua Nam ở
Vằng vặc sách trời chia xứ sở
Giặc dữ cớ sao phạm đến đây
Chúng mày nhất định phải tan vỡ.
Bản dịch thơ trên của Lê Thước và Nam Trân được đưa vào trong sách giáo khoa Ngữ văn 7, tập 1 do Nhà Xuất bản Giáo dục Việt Nam xuất bản năm 2003 (sách được tái bản nhiều lần sau đó) nhưng những người biên soạn sách giáo khoa Ngữ văn 7 đã không dẫn lại đúng nguyên văn bản dịch thơ của Lê Thước và Nam Trân mà sửa câu đầu của bản dịch thơ từ Núi sông Nam Việt vua Nam ở thành Sông núi nước Nam vua Nam ở.
Theo ông Nguyễn Khắc Phi, Tổng chủ biên sách giáo khoa Ngữ văn 7, tập 1, toàn thể hội đồng biên soạn sách đã nhất trí sửa lại câu thơ đầu trong bản dịch thơ của Lê Thước và Nam Trân vì "nước ta chưa bao giờ có quốc hiệu Nam Việt". Cũng theo ông Phi "Nguyên tắc biên soạn sách giáo khoa ở nước ta cũng như nước ngoài, cho phép người biên soạn có quyền sửa chữa cho phù hợp nội dung".
Ông Phạm Văn Tuấn (nhân viên Viện Nghiên cứu Hán Nôm) cho rằng việc những người biên soạn sách Ngữ văn 7, tập 1 sửa lại bản dịch thơ của Lê Thước và Nam Trân là việc làm không đúng, không nghiêm túc, không khoa học. Đã dẫn thì phải dẫn đúng nguyên văn, dẫn sai là không tôn trọng tác giả của bản dịch thơ, không tôn trọng người đọc, người học. Những người biên soạn đã không dẫn đúng nguyên văn bản dịch thơ của Lê Thước và Nam Trân, không ghi ai là người đã sửa câu Núi sông Nam Việt vua Nam ở thành Sông núi nước Nam vua Nam ở. Theo ông Tuấn những người biên soạn sách nếu không thể dẫn đúng nguyên văn bản dịch thơ của người khác thì hãy tự mình dịch.
Bản dịch thơ của Nguyễn Tri Tài:
Sông núi nước Nam vua Nam ở
Sách trời định phận đã rõ ràng
Cớ sao giặc dữ dám xâm phạm
Chờ đấy loài bây sẽ nát tan.